# Arxiu Històric Provincial d'Alacant
L'Arxiu Històric Provincial d'Alacant (AHPA) té la seua seu a la ciutat d'Alacant. Creat per Ordre Ministerial del 24 de setembre de 1974, la seua titularitat és estatal, però la seua gestió està transferida a la Generalitat Valenciana des de 1983.
Conté fons històrics documentals de l'Administració de l'Estat a Alacant i protocols notarials centenaris del districte notarial.

## Servicis

### Servicis d'ajuda a la recerca[3]
- Informació general sobre els fons documentals.
- Orientació i assessorament personalitzat.
- Atenció de consultes presencials o a distància (telèfon, fax, correu postal o electrònic). Tots els fons compten amb algun instrument de descripció: índexs, inventaris i catàlegs. La consulta és de lliure accés, amb les restriccions marcades per la legislació vigent. L'investigador ha d'estar identificat amb DNI o passaport.
- Biblioteca auxiliar. Formada per obres de referència, ciències auxiliars d'arxivística i història local.
- Servici d'Informació Arxivística (SIA): Creació de la Direcció general del Llibre, Arxius i Biblioteques amb l'objectiu de facilitar l'accés a la informació professional a tot el col·lectiu que treballa en els arxius de la Comunitat Valenciana.

### Servicis de reproducció
- Reprografia. Poden obtenir-se fotocòpies o fotografies depenent de l'estat de conservació del document.

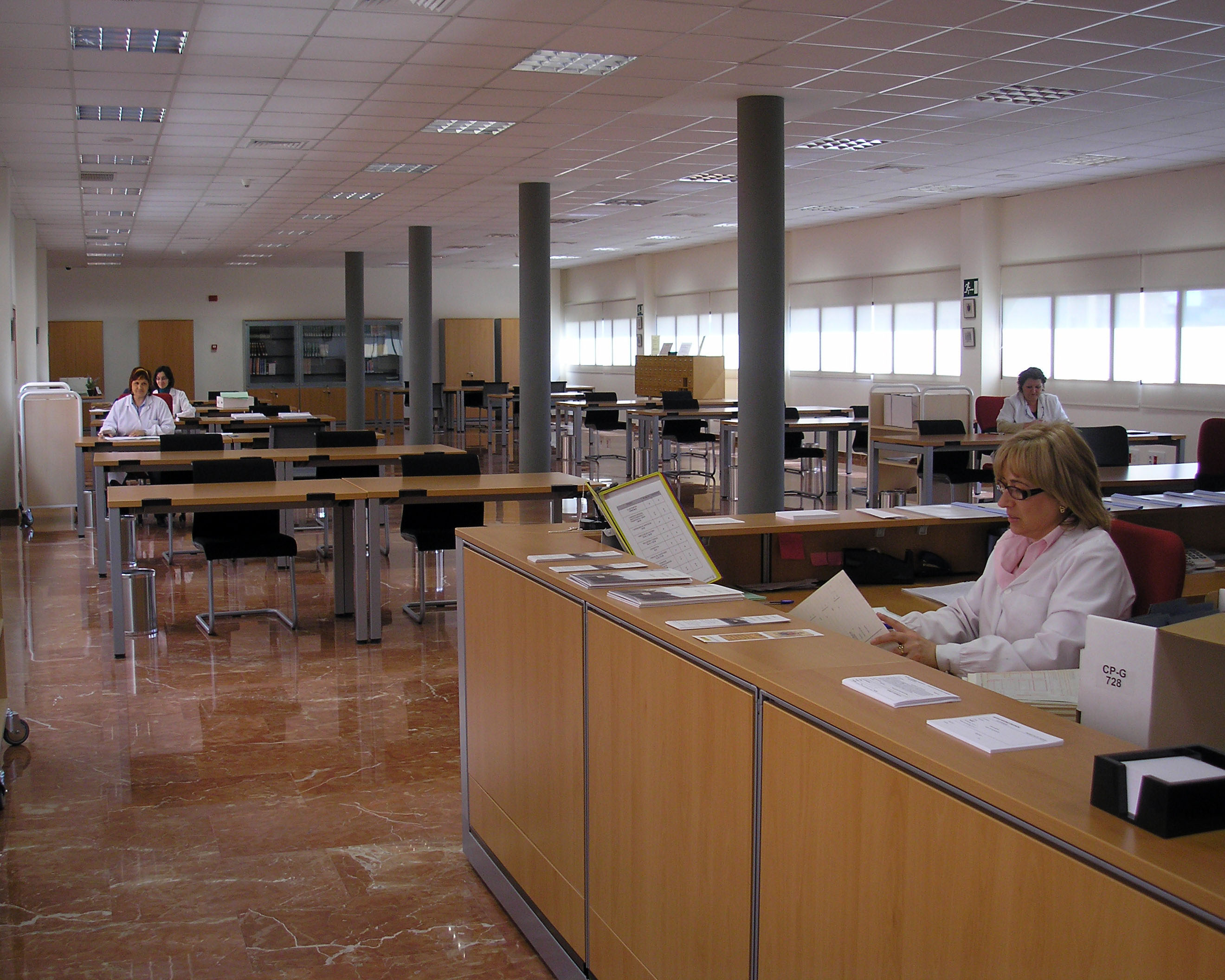
Sala d'investigadors de l'AHPA

### Espais públics
- Visites guiades a l'Arxiu (grups).
- Tallers de dinamització amb escolars.
- Laboratori de restauració de documents.
- Saló d'actes.
- Sala d'exposicions.

## Història i fons
L'Arxiu Històric Provincial d'Alacant va ser creat per Ordre Ministerial de setembre de 1974 (BOE de 15 d'octubre de 1974) amb l'objectiu inicial, ampliat amb posterioritat, de rebre les transferències dels fons documentals generats pels servicis de l'Administració perifèrica de l'Estat a Alacant i custodiar els protocols notarials centenaris. Amb data 13 d'octubre de 1983 (Reial decret 3066/1983) la gestió i el personal d'este arxiu van ser transferits a la Generalitat Valenciana, amb l'Estat com a titular de la propietat.
La seua primera ubicació, des de 1974 fins a l'any 2007, va ser l'edifici del Paseíto de Ramiro, al centre històric tradicional de la ciutat. Va compartir la seu, en este període cronològic, amb la Biblioteca Pública d'Alacant, ocupant la quarta planta de l'edifici, amb una superfície útil total de 969 m². Estos anys van ser principalment anys caracteritzats per una certa precarietat econòmica i de mitjans tant materials com de personal: escassetat pressupostària i plantilles mínimes. La directora, Esperanza López Villellas, compatibilitzava la direcció de tots dos centres juntament amb la de l'arxiu de la Delegació d'Hisenda i durant bastants anys els únics llocs de treball estaven reduïts a un ajudant i un auxiliar administratiu. Tot això no es va descoratjar, molt al contrari, els va portar a esforçar-se i a desenvolupar la creativitat suficient, per mantenir actiu i viu un centre amb tals limitacions. Tot i que en moltes ocasions les transferències es van fer en pèssimes condicions, es va valorar el risc de la desaparició de la documentació i es va posar l'èmfasi en el rescat i recepció de fons, que en alguns casos es barrejaven amb els enderrocs de les obres efectuades en els llocs on es trobaven.
L'activitat prioritària en els primers temps va ser la recepció dels 21 fons fundacionals com: els protocols notarials, l'arxiu de la delegació d'Hisenda i les primeres transferències de la resta de les dependències de l'Administració Delegada de l'Estat, i l'inventari dels fons més demandats pels investigadors. Amb l'arribada de les noves tecnologies es van incorporar a una base de dades “ad hoc”, informatitzant part dels fons i permetent així agilitar molt les cerques. Des de l'any 2005 es troba completament informatitzat, però amb un sistema de gestió integral d'arxius que formarà part del programa SAVEX (Sistema Arxivístic Valencià en Xarxa), amb el qual es pretén engegar un sistema informàtic i de gestió integral dels arxius que formen part del Sistema Arxivístic Valencià, tal com promulga la Llei 3/2005, de 15 de juny, de la Generalitat, d'Arxius.
El 10 de gener de 2008 es va inaugurar el nou edifici de l'Arxiu Històric Provincial. Uns anys abans s'havia efectuat la separació definitiva de la plantilla de tots dos centres i el desdoblament de les places de direcció, assumint la direcció de l'arxiu Esperanza López Villellas. S'iniciava amb tot això la posada en marxa de l'arxiu com a organisme independent. La nova seu està situada en un edifici de nova planta situat en una zona d'expansió de la ciutat, propera a una àrea residencial desenvolupada en blocs oberts i en altura, i amb nombrosos centres educatius prop de l'arxiu. També està envoltat de zones enjardinades i aparcaments.Té una superfície construïda de 6.632 m² i està format per dos volums, separats per un pati interior enjardinat, amb un aire mediterrani al qual contribueixen tres esveltes palmeres. El primer cos de l'edifici és més baix, té dues altures; en ell es desenvolupa la zona pública destinada als usuaris: saló d'actes, sala d'exposicions i sala d'investigadors amb 35 llocs de lectura. El segon cos té quatre altures, alberga les zones reservades i privades: en la planta baixa totes les àrees de treball i recepció de documentació. En la planta primera l'àrea d'administració i direcció, així com una part de dipòsits. Les plantes segona i tercera estan ocupades exclusivament per dipòsits, la superfície total dels quals de prestatgeries ascendeix a 30 km².
La tipologia genèrica dels fons conservats és:
- Arxius públics:
  - Judicials, Audiència
  - De la Fe Pública, Protocols, Comptadoria d'Hipoteques
  - Administració Central Delegada, Delegacions dels Ministeris, etc.
  - Administració Corporativa, Cambres agràries, de la propietat, etc.
  - Altres administracions
- Arxius privats
  - Formats per donacions particulars.

## Activitats

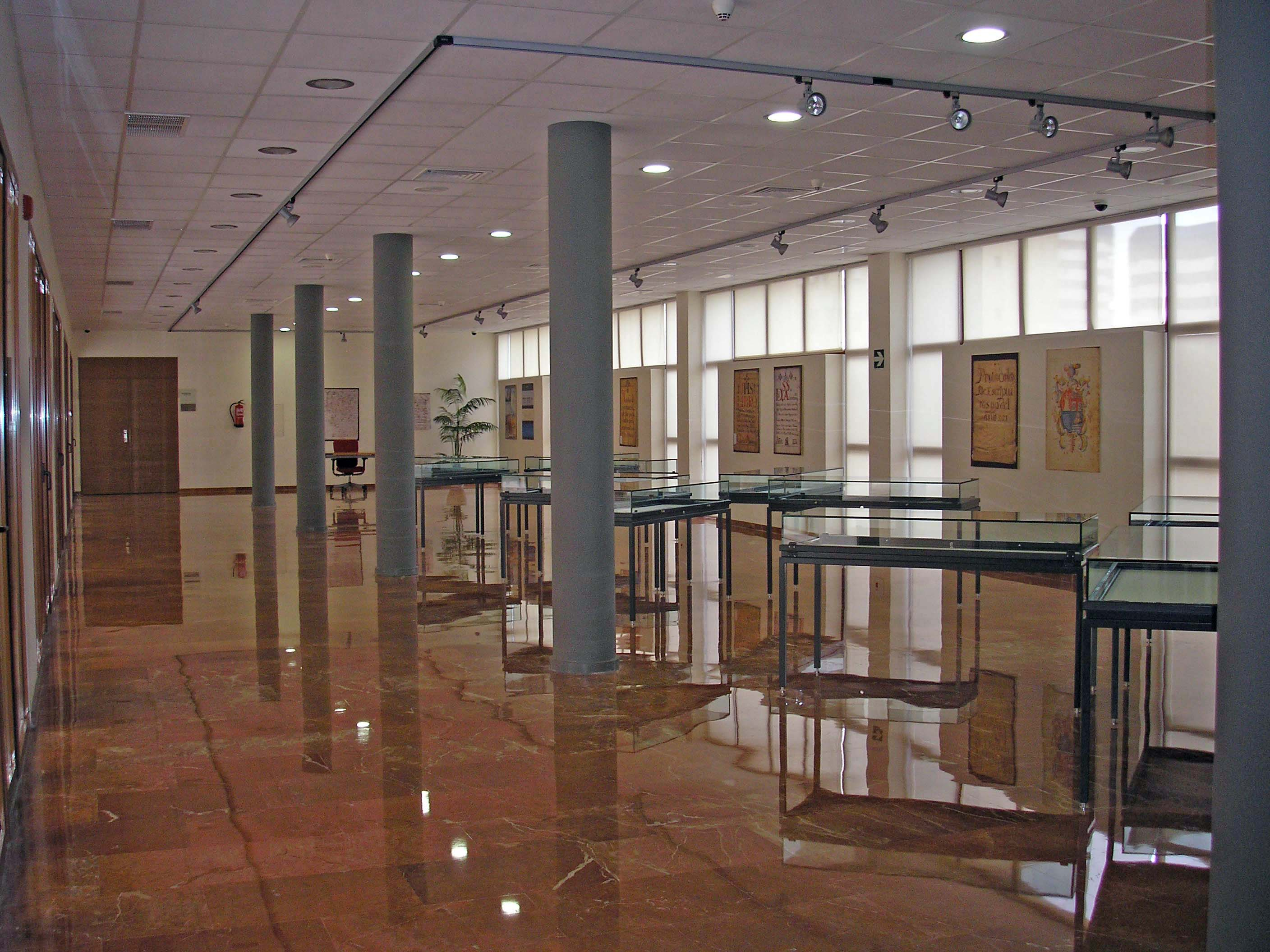
Sala d'exposicions de l'AHPA

### Exposicions
- "Exposición inaugural". 2008.
- "Exposición sobre actividades del taller de Restauración del AHPA". 2010.
- "De la Escuela Elemental de Trabajo al Instituto Politécnico Nacional de F. P. de Alicante (1927-1984)". 2011.
- "Les fogueres de Sant Joan a l'Arxiu Històric Provincial". Marzo 2011
- "Ocio y Cultura en la provincia, (1914-1991)". 2012.
- "Verano de papel". 2012.
- "Los hilos de la memoria". 2012.
- "Cinco años de AHPA (2008-2013)". 2013. Catàleg de l'exposició.
- "Los valencianos y la constitución de 1812". 2013.
- "Semana Santa y religiosidad en la provincia de Alicante (s. XVIII-XXI)". 2014.
- "La fiesta de los toros en Alicante". 2014. Catàleg de l'exposició.
- "La transición democrática en Alicante". 2015. Catàleg de l'exposició.
- "Un poeta necesario: exposición bibliográfica sobre Miguel Hernández (1931-2014)". 2015. Catàleg de l'exposició .
- "Historias de mujer, siglos XVIII-XX". 2015. Catàleg de l'exposició.
- "Personajes ilustres en el Archivo Histórico Provincial de Alicante". 2015. Catàleg de l'exposició.
- "La educación de aquellos niños". 2016. Catàleg de l'exposició i documental.
- "Guerra Civil y Memoria Histórica en Alicante". 2017. Catàleg de l'exposició i documental.
- "Miguel Hernández en la cárcel de Alicante. Un intento de silenciar la palabra". 2017-2018. Catàleg de l'exposició.
- "Imágenes de la memoria democrática: el cómic como recurso didáctico". 2019. Catàleg de l'exposició i documental.
- "Imagen de Mujer en el AHPA". 2019-2020. Catàleg de l'exposició i documental.

### Aula didàctica
L'aula didàctica és l'espai destinat a la realització dels diferents tallers que s'oferix per a tots els públics i edats. Els tallers disponibles són:
- "Árbol de la memoria".
- "Crecemos en Democracia".
- "Aprendemos igualdad".
- "Taller didáctico de la exposición Personajes ilustres en el AHPA".
- "Taller de la enseñanza".
- "Taller didáctico de la exposición Guerra Civil y Memoria Histórica en Alicante".
- "Taller de papel sellado".
- "Taller didáctico de la exposición La educación de aquellos niños".
- "Taller didáctico de la exposición Miguel Hernández en la cárcel de Alicante. Un intento por silenciar la palabra".
- "Taller didáctico de la exposición Imágenes de la memoria democráctica: el cómic como recurso didáctico".
- "Taller didáctico de la exposición Imagen de Mujer en el AHPA".
- "Taller El hospital de libros y documentos en el AHPA".